# لودمیلا مانیکلر
لودمیلا مانیکلر (انگلیسی: Ludmila Manicler؛ زادهٔ ۶ ژوئیهٔ ۱۹۸۷) بازیکن فوتبال اهل آرژانتین است.
از باشگاه‌هایی که در آن بازی کرده‌است می‌توان به باشگاه فوتبال زنان بارسلونا اشاره کرد.
وی همچنین در تیم ملی فوتبال زنان آرژانتین بازی کرده‌است.